# Шереметьево (Хабаровский край)
Шереме́тьево — село в Вяземском районе Хабаровского края России. Образует сельское поселение «Село Шереметьево». Село находится в пограничной зоне, въезд по пропускам.

## География
Село Шереметьево стоит на правом берегу реки Уссури, на российско-китайской границе.
Дорога к селу Шереметьево идёт на запад от автотрассы «Уссури» через станционный посёлок Снарский.
От села Шереметьево вниз по течению Уссури идёт дорога к селу Кедрово.
Расстояние до города Вяземский (через Снарский) около 75 км, через Кедрово и Котиково около 53 км.

## История
Село основали девять семей, выходцев из Забайкалья. Первые поселенцы были гуранами.
Место поселения было выбрано удачно, на высоком берегу Уссури. Его не затопляло при высокой воде.
Шереметьевское казачье поселение охраняло рубежи на расстоянии от Покровки до Венюково. По приезде переселенцы жили в землянках. Только в конце XIX в. здесь появились первые рубленые дома. Три таких памятника старины по-прежнему стоят на земле. Всё село было огорожено.
Для охраны границы и для ведения личного хозяйства каждый казак имел лошадь. Охота для казачьих семей была делом индивидуальным. Мужчины добывали зверя для пропитания своей семьи. Из шкур шили шапки, унты, рукавицы. Звериные шкуры заменяли половики. Семьи казаков-переселенцев кооперировались во время ловли рыбы, хотя лодки каждый хозяин делал самостоятельно. Каждая семья для своих потребностей сеяла овёс, пшеницу, гречиху. В селе на пять-десять семей были мельничные жернова. Посуда была выполнена из дерева и чугуна, а для выпечки — противни из железа, так как гончарное дело не было развито. Основными овощами для выращивания на огородах были картофель, кукуруза и тыква. Заготовку дров и сена переселенцы вели на предоставленных им делянах. Каждая семья имела свои наделы. Важные решения в селе принимали старейшины.
До 1934 г. шереметьевские казаки пользовались возможностью проезда на территорию соседнего государства. В Китай на лошадях по льду выезжали справлять престольные зимние праздники, а заплатив пошлину в размере одного рубля, можно было охотиться на территории Китая.
При организации северного участка Уссурийского горного округа с. Шереметьево вошло в Бикинскую станицу. С 1964 г. село относится к Вяземскому району.

## Население
| 1926 | 1992 | 2002 | 2010 | 2011 | 2012 | 2013 |
| ---- | ---- | ---- | ---- | ---- | ---- | ---- |
| 370  | ↗914 | ↘754 | ↘621 | ↘620 | ↘603 | ↘602 |
| 2014 | 2015 | 2016 | 2017 | 2018 | 2019 | 2020 |
| ↘576 | ↗583 | ↘578 | ↘571 | ↘568 | ↘564 | →564 |
| 2021 |      |      |      |      |      |      |
| ↘530 |      |      |      |      |      |      |

В 1983 г. в селе проживало 273 семьи.

## Инфраструктура
- ОАО «Заря» — сельское хозяйство
- СПКК «Бекон» — пищевая промышленность
- Отделение связи
- Амбулатория
- Средняя школа
- Детский сад
- Дом культуры
- Библиотека
- Здание сельской администрации

## Достопримечательности

### Петроглифы
На отвесных скалах на правом берегу Уссури, в 1,5 км ниже села Шереметьево обнаружены петроглифы эпохи неолита — новокаменного века. Первобытные люди изобразили лошадей и сцены из охотничьей жизни, всего 33 рисунка.
Самые ранние из шереметьевских петроглифов относятся примерно к 5 тысячелетию до нашей эры, самые поздние — к XV—XVI векам (фактически, ко времени накануне появления в Приамурье русских первопроходцев). Древнейшие из них выполнены при помощи каменных инструментов художниками мезолита и неолита, принадлежавшим к палеоазиатам и к первым волнам тунгусо-маньчжурских переселенцев. Сохранилось предание о том, что самые древние петроглифы были высечены таинственным народом Ха, некогда жившим на Амуре, а потом загадочно исчезнувшим. Возможно, Ха оставили свой след и здесь, близ Шереметьево.
Петроглифы Шереметьево стали объектами культурного наследия федерального значения.

### Озеро Цветочное
В окрестностях села Шереметьево находится озеро Цветочное, площадь озера около пяти гектаров. В конце июля — начале августа озеро почти полностью покрыто цветущим лотосом. Лотос Комарова — реликтовый представитель древнейших цветковых. Занесён в Красную книгу Российской Федерации.